# Vilém Ludvík Sedláček
Vilém Ludvík Sedláček CanR (německy Wilhelm Ludwig Sedlacek nebo Sedlaczek, 6. července 1793 Židlochovice – 30. června 1853 klášter Klosterneuburg) byl rakouský duchovní původem z Moravy. Působil jako probošt, dvorní kazatel a dlouholetý opat augustiniánského kláštera Klosterneuburg.

## Život
Narodil se jako syn vrchního správce majetku knížete Ditrichštejna. Měl bratra Karla Josefa (14. prosince 1796, Židlochovice – 30. listopadu 1848, Klosterneuburg).
Po dokončení studií gymnázia v Mikulově a filosofie vstoupil dne 1. listopadu 1810 do klosterneuburského kláštera, kde 8. září 1816 měl svou primici. V roce 1813 do téhož kláštera vstoupil také jeho bratr Ernestus (Karel Josef), jenž zde od roku 1819 vyučoval řečtinu a biblická studia, od roku 1830 byl klášterním archivářem a v letech 1835–1837 farářem v dolnorakouském Kritzendorfu.
Vilém Ludvík v klášteře zpočátku působil jako učitel, od roku 1817 v klášteře přednášel morální teologii, od roku 1819 byl novicmistrem a díky svému vynikajícímu řečnickému talentu se stal mluvčím. V roce 1820 byl jmenován c.k. dvorním kazatelem ve vídeňské Hofburgkapelle, jímž byl po dalších 24 let. Jeho působivá kázání, kterých bylo celkem 1101, byla velice oblíbená. Podle jeho přání však nebyla, s výjimkou jediného, vytištěna. Jeho rukopisy byly uloženy v klášterní knihovně. Pouze jedno jeho kázání o choleře známé jako „Cholerapredigt“ z roku 1831 bylo na příkaz císaře Františka I. vytištěno a objevilo se pod titulem: „Christliche Würdigung des Lebens und des Todes“.

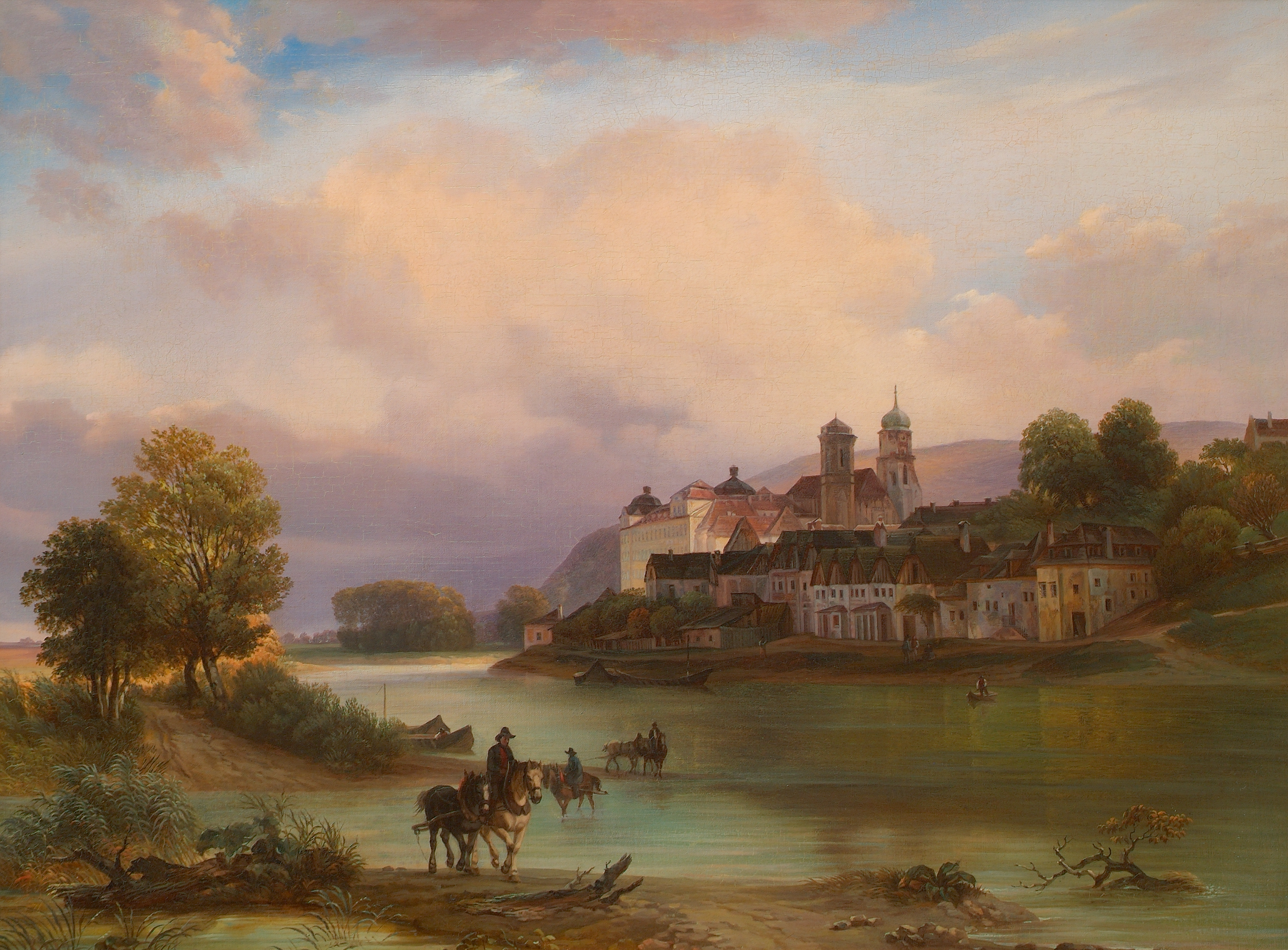
Klášter Klosterneuburg v polovině 19. století

V roce 1831 byl vybrán za učitele náboženství a spoluvychovatele dětí arcivévody Karla Ludvíka. Dle dobových svědectví byl Sedláček velmi oblíbeným u aristokracie, zejména u dam.

### Opatem kláštera
V roce 1844 byl zvolen coby nástupce Jakuba Ruttenstocka opatem klosterneuburského kláštera a infulován arcibiskupem Vincencem Eduardem Mildem, sloužil jako pastýř až do své smrti ve věku 60 let.
Sedláček měl neobvykle mnohostranné znalosti a vzdělání, byl nadšeným mineralogem, velkým přítelem a znalcem umění, zejména malířství a hudby a byl, jak píše učenec Joseph Bergmann, „představeným svého kláštera s otcovskou péčí“. V klášteře zajistil denní stravování pro 12 chudých a vánoční oslavy pro sirotky. Vedl několik staveb, rozšířil pozemkový majetek kláštera (mj. v roce 1852 nákupem statku St. Bernhard bei Horn v Dolních Rakousích), zajímal se o malířství, hudbu a mineralogii a rozšiřoval znalosti svých spolubratří. Snažil se všelijak zlepšit jejich postavení a velmi ho zajímaly jejich vědecké poznatky. Pokud mohl někomu pomoci, využíval k tomu také svých kontaktů.
Vyčlenil také značnou částku na doplnění stávajícího díla o staroněmecké literatuře z pozůstalosti vídeňského antikváře Matthäuse Kuppitsche.
Jako opat poněkud zanedbával své potřeby kvůli potřebám svých spolubratří, což mělo neblahý vliv jeho zdraví. také revoluční rok 1848 zanechal negativní stopy v Klosterneuburgu a poslední roky Sedláčkova působení byly navíc poznamenány nenávistnými útoky klosterneuburských občanů. Anonymní očerňující pamflet v místním tisku Sedláčka hluboce ranil a jeho již tak podlomené zdraví tím velmi utrpělo a nakonec uspíšilo jeho skon.
Opat Vilém Ludvík Sedláček zemřel v klášteře 30. června roku 1853. Jeho jméno nesla obec Wilhelmsdorf na vídeňském předměstí (dnes vídeňský okres Meidling), která ovšem existovala jen v letech 1846–1850.